# Paltsisch

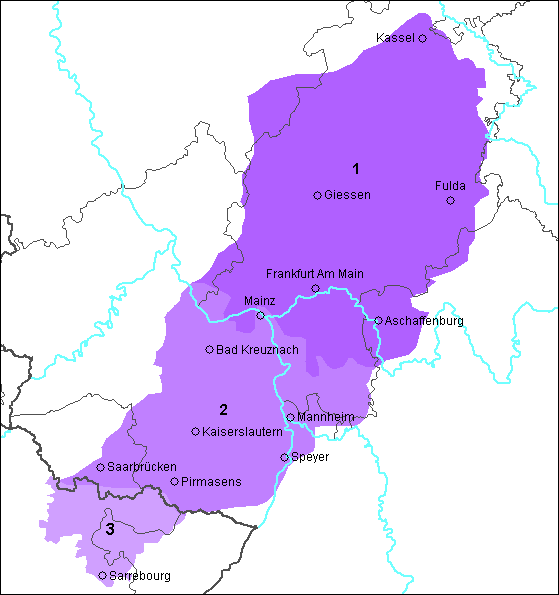
Verspreiding van de Rijnfrankische dialecten in Duitsland en Frankrijk. 1 Hessisch, 2 Paltsisch 3 Francique rhénan

Paltsisch (Duits: Pfälzisch, Paltsisch: Pälzisch) is een dialect van de Hoogduitse taal dat gesproken wordt in Duitse steden als Zweibrücken en Kaiserslautern in de deelstaat Rijnland-Palts, in Mannheim, net over de Rijn in Baden-Württemberg en in Pfalzdorf en Neulouisendorf bij Kalkar in Noordrijn-Westfalen. Het Paltsisch wordt door ongeveer 1 miljoen mensen gesproken.
In de Verenigde Staten is Pennsylvania-Duits een hoofdzakelijk van het Paltsisch afgeleid dialect, dat door nakomelingen van Duitsers gesproken wordt, die in de 17e tot de 19e eeuw naar Noord-Amerika emigreerden en verkozen hun moedertaal te blijven gebruiken.